# Attilio R. Frassinelli
Attilio R. Frassinelli (* 7. August 1907 in Stafford, Connecticut; † Februar 1976) war ein US-amerikanischer Politiker. Zwischen 1967 und 1971 war er Vizegouverneur des Bundesstaates Connecticut.

## Werdegang
Über die Jugend und Schulausbildung von Attilio Frassinelli ist nichts überliefert. Später arbeitete er in der Versicherungsbranche und im Immobiliengeschäft. Politisch schloss er sich der Demokratischen Partei an. Bereits im Jahr 1932 gehörte er dem Bildungsausschuss seiner Heimatstadt Stafford an. Zwischen 1946 und 1958 war er Stadtverordneter (First Selectman) in Stafford. Von 1947 bis 1953 saß er zudem als Abgeordneter im Repräsentantenhaus von Connecticut. Außerdem war er Mitglied im Staatsvorstand seiner Partei und Staatsbeauftragter für Verbraucherschutz. Zwischen 1952 und 1972 war er mehrfach Ersatzdelegierter zu verschiedenen Democratic National Conventions.
1966 wurde Frassinelli an der Seite von John N. Dempsey zum Vizegouverneur von Connecticut gewählt. Dieses Amt bekleidete er zwischen 1967 und 1971. Dabei war er Stellvertreter des Gouverneurs und Vorsitzender des Staatssenats. Nach dem Ende seiner Zeit als Vizegouverneur ist er politisch nicht mehr in Erscheinung getreten. Er starb im Februar 1976.